# Vranken-Pommery Monopole

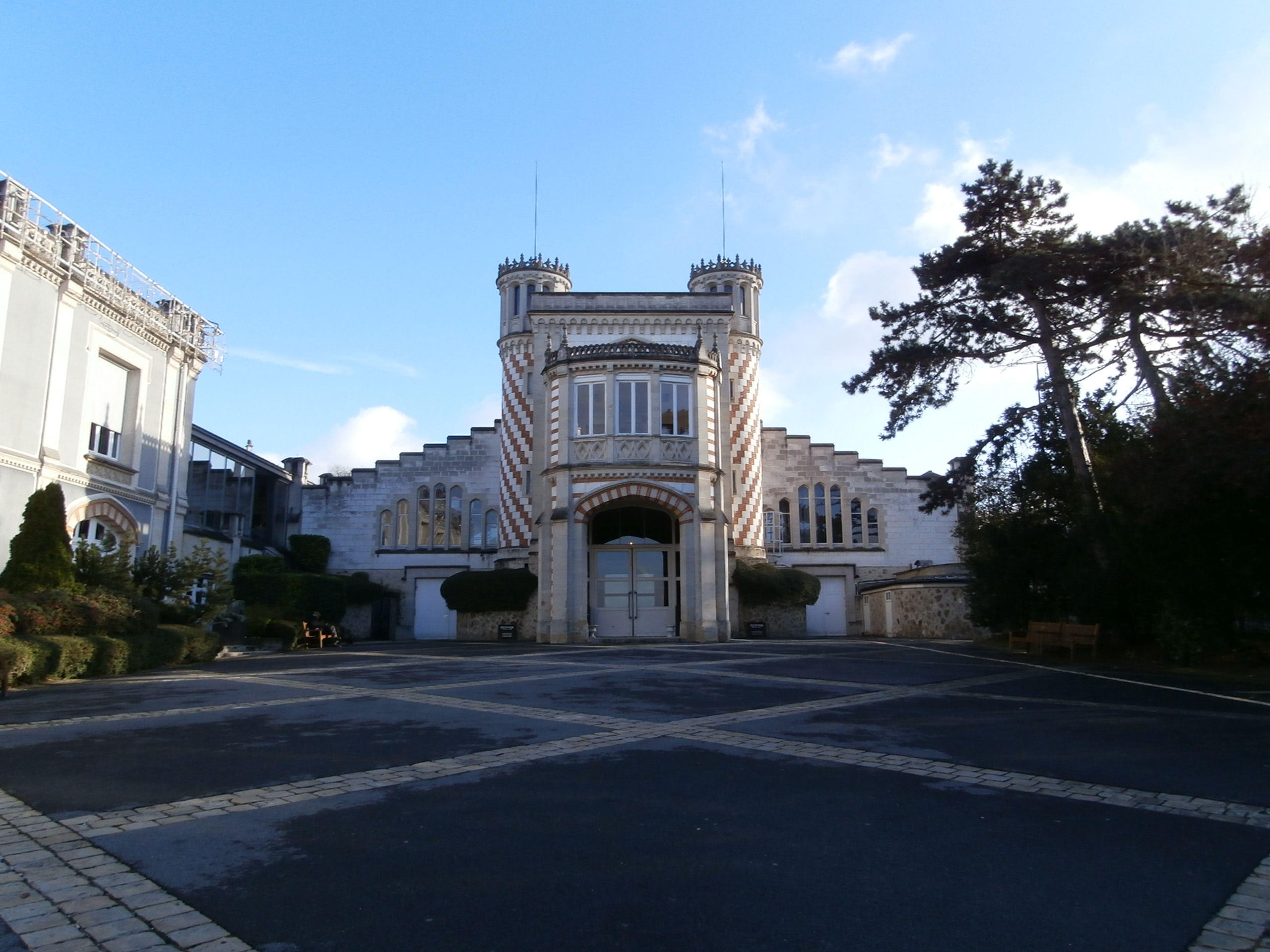
Reims, Domaine Pommery

Vranken-Pommery Monopole  ist ein französischer Champagnerhersteller. Das Unternehmen besitzt die Champagnermarken „Vranken Demoiselle“ und „Vranken Diamant“, sowie Pommery mit seinen Cuvées „Louise“ und „POP“, Charles Lafitte, Heidsieck & Co Monopole.
Das Unternehmen kontrolliert 7160 Hektar und besitzt 2550 Hektar Weinberge in Frankreich und Portugal.

## Geschichte
Die Vranken-Pommery Monopole Gruppe wurde 1976 von Paul-François Vranken gegründet.
Louis-Alexandre Pommery, Wollhändler, schloss sich im Jahr 1856 mit Narcisse Greno zusammen und gründete „Pommery & Greno“. Nach dem Tod von Louis-Alexandre im Jahre 1858 war es seine Witwe Jeanne Alexandrine Pommery, die das Erbe antrat. Im Jahre 1866 wurde Louis, der älteste Sohn des Paares, mit dem Management des Unternehmens, das nun den Namen „Veuve Pommery & Fils“ annahm, betraut. Die Witwe ließ 18 Kilometer Keller ausgraben und große Gebäude im neugotischen Tudorstil auf den Ruinen von Saint-Nicaise in Reims errichten. Das Netz unterirdischer Gänge verbindet Kreideminen aus gallo-römischer Zeit. Das Unternehmen war gegen Ende des 20. Jahrhunderts im Besitz verschiedener Luxus-Gruppen – Xavier Gardinier, Groupe BSN, Moët Hennessy Louis Vuitton – und seit 2002 der Gruppe Vranken Monopole.
Die Gruppe ist an der Pariser Börse notiert und Mitglied des Aktienindex CAC Small.